# Associação Desportiva Vasco da Gama
Associação Desportiva Vasco da Gama é um clube brasileiro de futebol da cidade de Rio Branco, no estado do Acre. Fundado em 1952 e com 4 conquistas do campeonato estadual, é considerado um dos mais tradicionais clubes do futebol acreano. 
Seu uniforme é camisa branca com faixa diagonal preta, calção preto e meias brancas. Seu nome é em homenagem ao tradicional clube homônimo carioca, o Club de Regatas Vasco da Gama.

## Títulos

### Futebol

#### Competições oficiais
| ESTADUAIS | ESTADUAIS                       | ESTADUAIS | ESTADUAIS         |
|           | Competição                      | Títulos   | Temporadas        |
| --------- | ------------------------------- | --------- | ----------------- |
|           | Campeonato Acriano              | 3         | 1965, 1999 e 2001 |
|           | Campeonato Acriano - 2ª Divisão | 1         | 2013              |
|           | Torneio Início                  | 1         | 1974              |

#### Categorias de base
Infantil
| Estaduais | Estaduais                   | Estaduais | Estaduais   |
|           | Competição                  | Títulos   | Temporadas  |
| --------- | --------------------------- | --------- | ----------- |
| Acre      | Campeonato Acriano Infantil | 2         | 2012 e 2013 |
| Acre      | Campeonato Acriano Sub-13   | 1         | 2017        |

## Artilheiros
| Artilharia | Artilharia                      | Artilharia | Artilharia |
| Atleta     | Competição                      | Ano        | Gols       |
| ---------- | ------------------------------- | ---------- | ---------- |
| Rosier     | Campeonato Acriano              | 1999       | 8          |
| Aílton     | Campeonato Acriano              | 2009       | 10         |
| Josi       | Campeonato Acriano - 2ª Divisão | 2011       | 5          |
| Lelão      | Campeonato Acriano - 2ª Divisão | 2013       | 6          |

## Desempenho em competições oficiais

### Participações
|  | Participações em 2025 |

| Competição | Competição         | Temporadas | Melhor campanha             | Estreia | Última | P | R |
| Acre       | Campeonato Acriano | 64         | Campeão (1965, 1999 e 2001) | 1952    | 2025   |   | 1 |
| Acre       | Segunda Divisão    | 3          | Campeão (2013)              | 2011    | 2013   | 1 |   |
| Brasil     | Série C            | 2          | 31º colocado (1999)         | 1995    | 1999   | – | – |
| Brasil     | Copa do Brasil     | 2          | 2ª fase (2000 e 2002)       | 2000    | 2002   |   |   |

### Competições nacionais
Campeonato Brasileiro - Série C
| Ano  | 1990 | 1991 | 1992 | 1993 | 1994 | 1995 | 1996 | 1997 | 1998 | 1999 |
| Pos. | —    |      | —    | —    | —    | 71º  | —    | —    | —    | 31º  |
| ---- | ---- | ---- | ---- | ---- | ---- | ---- | ---- | ---- | ---- | ---- |

Copa do Brasil
| Ano  | 2000 | 2001 | 2002 | 2003 | 2004 | 2005 | 2006 | 2007 | 2008 | 2009 |
| Pos. | 64º  | —    | 34º  | —    | —    | —    | —    | —    | —    | —    |
| ---- | ---- | ---- | ---- | ---- | ---- | ---- | ---- | ---- | ---- | ---- |

### Competições regionais
Copa Norte
| Ano  | 2000 | 2001 | 2002 | 2003 | 2004 | 2005 | 2006 | 2007 | 2008 | 2009 |
| Pos. | 6º   | —    | 15º  |      |      |      |      |      |      |      |
| ---- | ---- | ---- | ---- | ---- | ---- | ---- | ---- | ---- | ---- | ---- |

### Competições estaduais
Campeonato Acriano
| Ano  | 1950 | 1951 | 1952 | 1953 | 1954 | 1955 | 1956 | 1957 | 1958 | 1959 |
| Pos. | —    | —    |      |      |      |      |      |      |      |      |
| Ano  | 1960 | 1961 | 1962 | 1963 | 1964 | 1965 | 1966 | 1967 | 1968 | 1969 |
| Pos. |      |      |      | 2º   | 2º   | 1º   |      | 2º   |      |      |
| Ano  | 1970 | 1971 | 1972 | 1973 | 1974 | 1975 | 1976 | 1977 | 1978 | 1979 |
| Pos. |      |      |      |      |      |      |      |      | —    | —    |
| Ano  | 1980 | 1981 | 1982 | 1983 | 1984 | 1985 | 1986 | 1987 | 1988 | 1989 |
| Pos. |      |      |      |      |      |      |      |      |      |      |
| Ano  | 1990 | 1991 | 1992 | 1993 | 1994 | 1995 | 1996 | 1997 | 1998 | 1999 |
| Pos. |      |      | —    | —    |      | 6º   | 4º   | 3º   | 4º   | 1º   |
| Ano  | 2000 | 2001 | 2002 | 2003 | 2004 | 2005 | 2006 | 2007 | 2008 | 2009 |
| Pos. | 5º   | 1º   | 2º   | 2º   | 3º   | 6º   | 6º   | 3º   | 7º   | 4º   |
| Ano  | 2010 | 2011 | 2012 | 2013 | 2014 | 2015 | 2016 | 2017 | 2018 | 2019 |
| Pos. | 9º   | —    | —    | —    | 5º   | 6º   | 4º   | 6º   | 6º   | 6º   |
| Ano  | 2020 | 2021 | 2022 | 2023 | 2024 | 2025 |      |      |      |      |
| Pos. | 9º   | 5º   | 10º  | 11º  | 3º   | 3º   |      |      |      |      |
| ---- | ---- | ---- | ---- | ---- | ---- | ---- | ---- | ---- | ---- | ---- |

Campeonato Acreano - Segunda Divisão
| Ano  | 2010 | 2011 | 2012 | 2013 | 2014 | 2015 | 2016 | 2017 | 2018 | 2019 |
| Pos. |      | 5º   | 2º   | 1º   | —    | —    | —    | —    | —    | —    |
| ---- | ---- | ---- | ---- | ---- | ---- | ---- | ---- | ---- | ---- | ---- |

Legenda:
| Campeão Vice-campeão |

## Confrontos em Competições Nacionais e Regionais[8]
Atualizado em 16 de Setembro de 2017
| Pos | Equipes          | J | V | E | D | GP | GC | SG |
| --- | ---------------- | - | - | - | - | -- | -- | -- |
| 1   | Ji-Paraná        | 5 | 0 | 1 | 4 | 6  | 11 | -5 |
| 2   | São Raimundo-AM  | 4 | 0 | 1 | 3 | 1  | 7  | -6 |
| 3   | União Cacoalense | 3 | 1 | 2 | 0 | 4  | 3  | +1 |
| 4   | Rio Branco-AC    | 3 | 0 | 2 | 1 | 1  | 2  | -1 |
| 5   | Atlético Acreano | 2 | 2 | 0 | 0 | 5  | 0  | +5 |
| 6   | Remo             | 2 | 1 | 1 | 0 | 2  | 1  | +1 |
| 7   | Brasiliense      | 2 | 1 | 0 | 1 | 2  | 2  | 0  |
| 8   | Rio Negro-AM     | 2 | 1 | 0 | 1 | 4  | 5  | -1 |
| 9   | Genus            | 2 | 1 | 0 | 1 | 1  | 2  | -1 |
| 10  | Castanhal        | 2 | 0 | 1 | 1 | 1  | 2  | -1 |
| 11  | Ypiranga-AP      | 2 | 0 | 0 | 2 | 3  | 5  | -2 |
| 12  | Independência    | 2 | 0 | 0 | 2 | 1  | 4  | -3 |
| 13  | Nacional-AM      | 2 | 0 | 0 | 2 | 1  | 5  | -4 |
| 14  | CFA              | 1 | 0 | 0 | 1 | 1  | 3  | -2 |